# Myleus
Myleus és un gènere de peixos de la família dels caràcids i de l'ordre dels caraciformes.

## Taxonomia
- Myleus altipinnis (Valenciennes, 1850)[2]
- Myleus arnoldi (Ahl, 1936)[3]
- Myleus asterias (Müller & Troschel, 1844)
- Myleus knerii (Steindachner, 1881)[4]
- Myleus latus (Jardine & Schomburgk, 1841)
- Myleus levis (Eigenmann & McAtee, 1907)[5]
- Myleus lobatus (Valenciennes, 1850)[6]
- Myleus micans (Lütken, 1875)[7]
- Myleus pacu (Jardine & Schomburgk, 1841)[8]
- Myleus rhomboidalis (Cuvier, 1818)[9]
- Myleus rubripinnis (Müller & Troschel, 1844)
- Myleus schomburgkii (Jardine, 1841)[10]
- Myleus setiger (Müller & Troschel, 1844)[11]
- Myleus ternetzi (Norman, 1929)[12]
- Myleus tiete (Eigenmann & Norris, 1900)[13]
- Myleus torquatus (Kner, 1858)[14][15][16][17][18][19][20][21]